# Храм на Бендида (Мелник)
Храмът на Бендида е археологически обект от Ι век край град Мелник, България.
Светилището е играло основна роля в религиозния живот на целия район по Средна Струма до унищожаването му в края на IV век. Над него частично по-късно в V век е построена раннохристиянска базилика, а след това в XII век църквата „Свети Никола“.
Храмът е построен на хълма южно от Мелник, който днес носи името Свети Никола, и е част от античното селище Гариск на мястото на Мелник. Построен е в най-високата част на западната половина на платото, където днес са руините на храма „Свети Никола“. От храма са запазени части от основите му, според които той е имал правоъгълна, почти квадратна форма. Храмът е бил на юг, а на север е имало двор с каменна ограда и дървени навеси покрай стените. Входът на двора, вероятно е бил от изток и на него е имало две йонийски и две дорийски колони.
Като сполии в църквата са открити посветителски и надгробни релефи от II – началото на III век, които показват, че храмът е бил посветен на Артемида в нейната тракийска версия Бендида, чийто култ е особено популярен в долината на Средна Струма. Богинята в района на Мелник е била почитана и като Хеката – водителка и покровителка на мъртвите.
В храма също така се е почитал и култът на тракийския конник. На мраморен релеф от 215 година е изобразен Дионисий Асдула.
Открит е фрагмент от мраморния постамент на статуя на император Траян (53 – 117), използван по-късно като сполия в градежа на църквата. Статуята вероятно е поставена в храма във връзка с превръщането на областта в имперски салтус. На постамента има частично запазен дарителски надпис от октомври – ноември 97 година, на който се чете титлата на Траян Γερμανικό, Германик. Това говори, че светилището е било и августейон – храм, в който се е почитал култът към императора август. Подобен августейон в района не е откриван.
Светилището е опожарено и разрушено заедно с Гарескос към края на IV век или от фанатици християни или от готските нашественици в империята в 378 година. По-късно основите на храма са вплетени в тези на заменилата го християнска църква.